# 穆罕默德·安瓦爾謀殺案
穆罕默德·安瓦爾謀殺案（英語︰Murder of Mohammad Anwar）是指在2021年3月23日華盛頓特區國民球場附近的一起劫車事件，並導致了司機穆罕默德·安瓦爾（英語︰Mohammad Anwar）死亡。

## 受害者
安瓦爾在2014年移民從巴基斯坦到弗吉尼亞州斯普林菲爾德，妻子和兩個成年子女與他一起居住在美國，他的四個孫子則住在巴基斯坦。他在華盛頓特區海軍造船廠區擔任Uber Eats的司機時，被兩名非裔少女用電擊槍襲擊，試圖劫持他駕駛的本田雅閣轎車。劫車期間車輛失控而被撞毀，安瓦爾被拋出車外，倒臥在國民公園前的人行道上，醫護人員到達後宣布安瓦爾已死亡。

## 肇事者
兩位嫌疑人均為年輕的非裔美國女孩，一名13歲，來自華盛頓特區東南部，另一名15歲，來自馬里蘭州華盛頓堡。警方表示，其中一人不是首次犯罪。兩人當場被捕，同日被控重罪謀殺和劫車。一些呼籲要求將這些女孩作為成年人進行審判，但哥倫比亞特區的法律禁止13歲的兒童作為成年人接受審判，而且該案的檢察官也不願這樣處理。檢察官向兩名嫌疑人提供了辯訴交易，允許如果他們承認犯有重罪謀殺罪，檢察官將駁回其他指控。 檢察官其後宣布，15歲的女孩和13歲的女孩分別於於2021年5月11日及6月3日接受了這筆交易。

## 爭議

### 市長言論
華盛頓哥倫比亞特區市長穆里爾·鮑澤在事發後分享一段關於防止汽車盜竊的影片而受到批評，指責他故意對謀殺案輕描淡寫，而與去年同期相比，海軍造船廠地區的劫車事件已增加了兩倍。

### 指控媒體雙重標準
美國有線電視新聞網及其他左傾媒體被指責為「虛偽」，對比先前白人攻擊其他族裔的新聞，這次新聞故意使用不同的敘述和語氣，試點把焦點從肇事者是非裔美國人的事實上轉移。福克斯新聞記者格雷格·古特菲爾德（Greg Gutfeld）在推特上寫道：「CNN是由為暴行辯護的人經營的」。保守派作家簡迪絲·奧雲斯 （Candace Owens）在批評中使用了「黑人特權」這個詞。

## 另見
- 李伊謀殺案

- 維查·拉達納巴迪謀殺案
- 2021年停止亞裔仇恨集會
- 美國少數族裔間的種族歧視